# Carbonari
Die Carbonari (italienisch für Köhler) bzw. eingedeutscht Karbonari waren die Mitglieder der Carboneria [karbonɛˈria], des bedeutendsten der Geheimbünde in den italienischen Staaten des 19. Jahrhunderts. Sie waren an der Fortentwicklung der italienischen Einigungsbewegung des Risorgimento beteiligt und entwickelten als Charbonnerie auch in Frankreich politischen Einfluss.

## Eigenart des Bundes
Die Carbonari erinnern trotz ihrer katholisch-mystischen Inhalte in ihrer Form stark an die Freimaurerei, von der sie sich aber in ihren politischen Freiheitsbestrebungen und ihrer rücksichtslosen Wahl der Mittel unterschieden. Wie die Freimaurer von den Steinmetzen, so nahmen die Carbonari ihre Gebräuche und Benennungen von den Köhlern.
Die Aufnahme gestaltete sich stufenweise: es gab Lehrlings-, Gesellen- und Meisterabteilungen, die höchsten Grade erlangten nur wenige Mitglieder. Doch waren alle zur absoluten Verschwiegenheit und zum unbedingten Gehorsam gegen die Oberen vereidigt.
Die Mitglieder nannten sich gegenseitig buoni cugini (gute Vetter), Nichtzugehörige hießen pagani (Heiden). Ihre Versammlungsgebäude nannten sie baracca (Hütte) und die Zusammenkünfte selbst vendita (Markt oder Loge). Die Vereinigungen der Frauen („Gärtnerinnen“) hießen „Gärten“, der Platz außerhalb der vendita war der „Wald“, in dem die „Wölfe“ (gemeint waren die italienischen Fürsten) hausten.
Zwischen 1815 und 1820 sollen dem Geheimbund mehr als 600.000 Menschen angehört haben.
Die Losung der Carbonari lautete Iustum necare reges Italiae (Es ist gerecht, Italiens Könige zu töten), deren Abkürzung INRI mit den Initialen am Kreuz Jesu übereinstimmte und so über das Erkennungszeichen täuschen sollte.

## Entstehung
Der historische Ursprung der Carbonari ist unklar; der Geheimbund entwickelte sich in der napoleonischen Zeit in der Gegend um Neapel zu einem politischen Faktor. Hier schwankten seine Mitglieder zunächst in ihrer Haltung gegenüber dem von Napoleon als König von Neapel eingesetzten Joachim Murat, bevor sie sich schließlich hinter König Ferdinand I. stellten.

## Restaurationszeit
Ferdinand I. führte wie alle europäischen Herrscherhäuser auch in seinem nach dem Wiener Kongress geschaffenen Königreich beider Sizilien eine Restauration durch. Nachdem die Carbonari wegen der sich hieraus entwickelnden allgemeinen Unzufriedenheit im Volk eine breitere Basis gefunden hatten, gelang es Guglielmo Pepe, den Bund zu einer militärischen Organisation fortzuentwickeln und innerbündische Widersacher auszuschalten. Am 2. Juli 1820 unternahmen die Carbonari einen militärischen Aufstand und zwangen Ferdinand zur Übernahme der Spanischen Verfassung von 1812. Nach diesem Zwischenerfolg wurden die Carbonari sowohl vom berüchtigten Polizeiminister König Ferdinands, Antonio Capece Minutolo, Principe di Canosa, als auch von Fremdorganisationen wie den Calderari („Kesselflicker“) verfolgt.
Die europäischen Großmächte beschlossen auf den Kongressen von Troppau und Laibach die Entsendung einer österreichischen Interventionsarmee unter dem Kommando Johann Maria Frimonts von Palota. Bei Rieti kam es am 7. März 1821 zur Schlacht mit 50.000 Mann neapolitanischer Truppen unter General Guglielmo Pepes. Die Schlacht bei Rieti endete mit der Niederlage der neapolitanischen Armee und der aufständischen Carbonari.

## Frühzeit des Risorgimento
Im Piemont, wo Karl Albert irrtümlich als ein Mitglied der Geheimbündler galt, fanden die Carbonari danach raschen Zulauf und konnten auch dort, ein Jahr nach Neapel, die Spanische Verfassung durchsetzen. 1830 schlossen sich Napoléon Louis Bonaparte und Charles Louis Bonaparte den Carbonari an. Charles Louis führte die Belagerung der Festung Civita Castellana an. Nach der Niederschlagung des Aufstandes und dem Tod seines Bruders floh Charles Louis, der spätere Napoléon III., mit seiner Mutter nach Frankreich. Metternich sah in den Carbonari schon zu diesem Zeitpunkt eine große Gefahr für die politischen Absichten Österreichs in Italien, da ihr Machtstreben sich nicht nur gegen die italienischen Territorialherren richtete, sondern immer mehr gegen die Fremdherrschaft der Habsburger. Deshalb verfolgte er sie nicht nur auf dem eigenen Gebiet, sondern unterstützte auch die italienischen Territorialherren, wodurch die Herrschaft der Bourbonen über das Königreich beider Sizilien, wie die des Hauses Savoyen über das Königreich Sardinien wieder etabliert werden konnte. Dem Kampf der Österreicher schlossen sich auch die Päpste Pius VII. und Leo XII., für die die Carbonari als ein Freimaurerbund galt, an (siehe etwa die Bulle Ecclesiam a Jesu Christo). Unter diesem Druck gingen die Carbonari nach 1833 schließlich in der von Giuseppe Mazzini fortentwickelten Volksbewegung „Giovine Italia“ („Junges Italien“) auf.